# 緑鐵受験指導ゼミナール
緑鐵受験指導ゼミナール（りょくてつじゅけんしどうぜみなーる）は、受験の神様と呼ばれた有名な受験アドバイザーの和田秀樹が開発した塾で、和田式受験勉強法を基にした通信教育による学習塾である。医学部受験に特化したコースなどもある。最近では集団塾を創設し、中高一貫校生が通塾している。

## 特徴
- 東大生の講師が志望校の過去問を分析して勉強計画を立てる。[1]
- 宿題を出して毎月のチェックテストで指導する。
- 東大生講師が担任となる制度で受験ノウハウを伝授する。[2]
- 高等学校に通学・在籍していない不登校児や30代以上の社会人も入塾が許可される。

## コース
- ①中高一貫校コース。
- ②高校生・受験生コース（高一特訓クラス・高二練成クラス・受験生クラス）。
- ③医学部特別コース。
- ④フルサポートコース。[3]